# U-Bahn-Linie 1 (New York City)
| U-Bahn der Linie 1 in Manhattan (2022) |                      |                                                         |                                                         |
| Verlauf der Linie 1 |                      |                                                         |                                                         |
| Spurweite: | 1435 mm (Normalspur) |                                                         |                                                         |
| |                      |                                                         |                                                         |
| \| \| \| Van Cortlandt Park – 242nd Street \| \| \| \| \| 0 \| Zum Van Cortlandt Park Yard \| \| \| \| \| \| \| \| \| 238th Street \| \| \| \| \| 231st Street \| \| \| \| \| Marble Hill – 225th Street Übergang zur Metro-North \| \| \| \| \| 0 \| Hudson Line \| \| \| \| Broadway Bridge \| Harlem River Ship Canal \| \| \| \| 215th Street \| \| \| \| \| 0 \| Zum 207th Street Yard \| \| \| \| 207th Street \| \| \| \| \| Dyckman Street \| \| \| \| \| \| \| \| \| \| 191st Street \| \| \| \| \| 181st Street \| \| \| \| \| (Übergang zur George Washington Bridge Bus Station) \| \| \| \| \| 168th Street \| \| \| \| \| 157th Street \| \| \| \| \| 145th Street \| \| \| \| \| 0 \| 137th Street Yard \| \| \| \| 137th Street – City College \| \| \| \| \| \| \| \| \| \| 125th Street \| \| \| \| \| \| \| \| \| \| 116th Street – Columbia University \| \| \| \| \| 110th Street – Cathedral Parkway \| \| \| \| \| 103th Street \| \| \| \| \| 0 \| IRT Lenox Avenue Line \| \| \| \| 96th Street \| \| \| \| \| 91st Street geschlossen 1959 \| \| \| \| \| 86th Street \| \| \| \| \| 79th Street \| \| \| \| \| 72nd Street \| \| \| \| \| 66th Street – Lincoln Center \| \| \| \| \| 59th Street – Columbus Circle \| \| \| \| \| 50th Street \| \| \| \| \| Times Square – 42nd Street \| \| \| \| \| (Übergang zu , \| \| \| \| \| zu 42nd Street – Port Authority Bus Terminal \| \| \| \| \| und zu 42nd Street – Bryant Park ) \| \| \| \| \| Pennsylvania Station – 34th Street \| \| \| \| \| 28th Street \| \| \| \| \| 23rd Street \| \| \| \| \| 14th Street \| \| \| \| \| Christopher Street – Stonewall \| \| \| \| \| Houston Street \| \| \| \| \| Canal Street \| \| \| \| \| Franklin Street \| \| \| \| \| Chambers Street \| \| \| \| \| 0 \| Brooklyn Branch \| \| \| \| WTC Cortlandt eröffnet 2018 \| \| \| \| \| war Cortlandt Street – World Trade Center zerstört 2001 \| \| \| \| \| (Übergang zu World Trade Center der PATH) \| \| \| \| \| Rector Street \| \| \| \| \| 0 \| IRT Lexington Avenue Line \| \| \| \| South Ferry alt \| \| \| \| \| South Ferry neu \| \| \| \| \| \| \| \| Anmerkungen geschlossen 1959 U-Bahnhof geschlossen seit 1959[1] zerstört 2001 Zerstört am 11. September 2001 eröffnet 2018 Eröffnet 8. September 2018 alt bedient 10. Juni 1905–16. März 2009; 4. April 2013–27. Juni 2017 neu bedient 16. März 2009–28. Oktober 2012; seit 27. Juni 2017 \| \| \| \| |                      |                                                         |                                                         |
| U-Bahn-Haltepunkt / Haltestelle Anfang Hochstrecke |                      | Van Cortlandt Park – 242nd Street                       | Van Cortlandt Park – 242nd Street                       |
| U-Bahn-Betriebs-/Güterbahnhof Streckenanfang und quer · U-Bahn-Strecke Anfang Hochstrecke und quer · U-Bahn-Abzweig geradeaus, nach rechts und von rechts |                      | 0                                                       | Zum Van Cortlandt Park Yard                             |
| U-Bahn-Strecke von links · U-Bahn-Strecke nach rechts |                      |                                                         |                                                         |
| U-Bahn-Haltepunkt / Haltestelle |                      | 238th Street                                            | 238th Street                                            |
| U-Bahn-Haltepunkt / Haltestelle |                      | 231st Street                                            | 231st Street                                            |
| U-Bahn-Haltepunkt / Haltestelle |                      | Marble Hill – 225th Street Übergang zur Metro-North     | Marble Hill – 225th Street Übergang zur Metro-North     |
| U-Bahn-Kreuzung mit Eisenbahn |                      | 0                                                       | Hudson Line                                             |
| |                      | Broadway Bridge                                         | Harlem River Ship Canal                                 |
| U-Bahn-Haltepunkt / Haltestelle |                      | 215th Street                                            | 215th Street                                            |
| U-Bahn-Abzweig geradeaus und nach links |                      | 0                                                       | Zum 207th Street Yard                                   |
| U-Bahn-Haltepunkt / Haltestelle |                      | 207th Street                                            | 207th Street                                            |
| U-Bahn-Haltepunkt / Haltestelle |                      | Dyckman Street                                          | Dyckman Street                                          |
| U-Bahn-Tunnelanfang |                      |                                                         |                                                         |
| U-Bahn-Haltepunkt / Haltestelle (im Tunnel) |                      | 191st Street                                            | 191st Street                                            |
| U-Bahn-Haltepunkt / Haltestelle (im Tunnel) |                      | 181st Street                                            | 181st Street                                            |
| U-Bahn-Strecke (im Tunnel) |                      | (Übergang zur George Washington Bridge Bus Station)     | (Übergang zur George Washington Bridge Bus Station)     |
| U-Bahn-Bahnhof (im Tunnel) |                      | 168th Street                                            | 168th Street                                            |
| U-Bahn-Haltepunkt / Haltestelle (im Tunnel) |                      | 157th Street                                            | 157th Street                                            |
| U-Bahn-Haltepunkt / Haltestelle (im Tunnel) |                      | 145th Street                                            | 145th Street                                            |
| U-Bahn-Dienststation / Betriebs- oder Güterbahnhof (im Tunnel) |                      | 0                                                       | 137th Street Yard                                       |
| U-Bahn-Haltepunkt / Haltestelle (im Tunnel) |                      | 137th Street – City College                             | 137th Street – City College                             |
| U-Bahn-Tunnelende |                      |                                                         |                                                         |
| U-Bahn-Haltepunkt / Haltestelle |                      | 125th Street                                            | 125th Street                                            |
| U-Bahn-Tunnelanfang |                      |                                                         |                                                         |
| U-Bahn-Haltepunkt / Haltestelle (im Tunnel) |                      | 116th Street – Columbia University                      | 116th Street – Columbia University                      |
| U-Bahn-Haltepunkt / Haltestelle (im Tunnel) |                      | 110th Street – Cathedral Parkway                        | 110th Street – Cathedral Parkway                        |
| U-Bahn-Haltepunkt / Haltestelle (im Tunnel) |                      | 103th Street                                            | 103th Street                                            |
| U-Bahn-Abzweig geradeaus und von links (im Tunnel) |                      | 0                                                       | IRT Lenox Avenue Line                                   |
| U-Bahn-Bahnhof (im Tunnel) |                      | 96th Street                                             | 96th Street                                             |
| U-Bahn-Haltepunkt / Haltestelle (Strecke außer Betrieb) (im Tunnel) |                      | 91st Street geschlossen 1959                            | 91st Street geschlossen 1959                            |
| U-Bahn-Haltepunkt / Haltestelle (im Tunnel) |                      | 86th Street                                             | 86th Street                                             |
| U-Bahn-Haltepunkt / Haltestelle (im Tunnel) |                      | 79th Street                                             | 79th Street                                             |
| U-Bahn-Bahnhof (im Tunnel) |                      | 72nd Street                                             | 72nd Street                                             |
| U-Bahn-Haltepunkt / Haltestelle (im Tunnel) |                      | 66th Street – Lincoln Center                            | 66th Street – Lincoln Center                            |
| U-Bahn-Bahnhof (im Tunnel) |                      | 59th Street – Columbus Circle                           | 59th Street – Columbus Circle                           |
| U-Bahn-Haltepunkt / Haltestelle (im Tunnel) |                      | 50th Street                                             | 50th Street                                             |
| U-Bahn-Bahnhof (im Tunnel) |                      | Times Square – 42nd Street                              | Times Square – 42nd Street                              |
| U-Bahn-Strecke (im Tunnel) |                      | (Übergang zu ,                                          | (Übergang zu ,                                          |
| U-Bahn-Strecke (im Tunnel) |                      | zu 42nd Street – Port Authority Bus Terminal            | zu 42nd Street – Port Authority Bus Terminal            |
| U-Bahn-Strecke (im Tunnel) |                      | und zu 42nd Street – Bryant Park )                      | und zu 42nd Street – Bryant Park )                      |
| U-Bahn-Bahnhof (im Tunnel) |                      | Pennsylvania Station – 34th Street                      | Pennsylvania Station – 34th Street                      |
| U-Bahn-Haltepunkt / Haltestelle (im Tunnel) |                      | 28th Street                                             | 28th Street                                             |
| U-Bahn-Bahnhof (im Tunnel) |                      | 23rd Street                                             | 23rd Street                                             |
| U-Bahn-Bahnhof (im Tunnel) |                      | 14th Street                                             | 14th Street                                             |
| U-Bahn-Haltepunkt / Haltestelle (im Tunnel) |                      | Christopher Street – Stonewall                          | Christopher Street – Stonewall                          |
| U-Bahn-Haltepunkt / Haltestelle (im Tunnel) |                      | Houston Street                                          | Houston Street                                          |
| U-Bahn-Haltepunkt / Haltestelle (im Tunnel) |                      | Canal Street                                            | Canal Street                                            |
| U-Bahn-Haltepunkt / Haltestelle (im Tunnel) |                      | Franklin Street                                         | Franklin Street                                         |
| U-Bahn-Bahnhof (im Tunnel) |                      | Chambers Street                                         | Chambers Street                                         |
| U-Bahn-Abzweig geradeaus und nach links (im Tunnel) |                      | 0                                                       | Brooklyn Branch                                         |
| U-Bahn-Haltepunkt / Haltestelle (im Tunnel) |                      | WTC Cortlandt eröffnet 2018                             | WTC Cortlandt eröffnet 2018                             |
| U-Bahn-Strecke (im Tunnel) |                      | war Cortlandt Street – World Trade Center zerstört 2001 | war Cortlandt Street – World Trade Center zerstört 2001 |
| U-Bahn-Strecke (im Tunnel) |                      | (Übergang zu World Trade Center der PATH)               | (Übergang zu World Trade Center der PATH)               |
| U-Bahn-Haltepunkt / Haltestelle (im Tunnel) |                      | Rector Street                                           | Rector Street                                           |
| U-Bahn-Abzweig geradeaus und ehemals nach links (im Tunnel) · U-Bahn-Abzweig von links und von rechts (Strecke außer Betrieb) (im Tunnel) |                      | 0                                                       | IRT Lexington Avenue Line                               |
| U-Bahn-Strecke (im Tunnel) · U-Bahn-Kopfbahnhof Streckenende (Strecke außer Betrieb) (im Tunnel) |                      | South Ferry alt                                         | South Ferry alt                                         |
| U-Bahn-Kopfbahnhof Streckenende (im Tunnel) |                      | South Ferry neu                                         | South Ferry neu                                         |
| |                      |                                                         |                                                         |
| Anmerkungen geschlossen 1959 U-Bahnhof geschlossen seit 1959 zerstört 2001 Zerstört am 11. September 2001 eröffnet 2018 Eröffnet 8. September 2018 alt bedient 10. Juni 1905–16. März 2009; 4. April 2013–27. Juni 2017 neu bedient 16. März 2009–28. Oktober 2012; seit 27. Juni 2017 |                      |                                                         |                                                         |

Die Linie 1 „Broadway–Seventh Avenue Local“ ist eine U-Bahn-Linie der New York City Subway, die durch die New Yorker Stadtbezirke Bronx und Manhattan fährt. Sie befährt die IRT Broadway – Seventh Avenue Line, eine der drei Stammstrecken der Division A, und hat die Linien-Kennfarbe Rot.
Sie verkehrt 24 Stunden jeden Tag als Local, hält also an allen 38 U-Bahnhöfen von der nördlichen Endstation Van Cortlandt Park–242nd Street im Stadtteil Riverdale bis zur südlichen Endstation South Ferry am Financial District. Je nach Tageszeit ist dafür im Fahrplan eine Fahrzeit von 51 bis 59 Minuten vorgesehen. Die Züge bestehen aus dem Fahrzeugtyp R62A.
Die Linie 2 und Linie 3 fahren auf der gleichen Stammstrecke zwischen den U-Bahnhöfen 96th Street und Chambers Street parallel auf den Express-Gleisen unabhängig von der Linie 1 als „Broadway–Seventh Avenue Express“ und bedienen dabei sechs gemeinsame U-Bahnhöfe.

## Geschichte

### Frühe Jahre
Der erste Vorläufer der Linie „Broadway–Seventh Avenue Local“ fuhr ab dem 3. Juni 1917. Im ersten Jahr pendelte diese Linie vom Times Square in der 42nd Street bis zur 34th Street an der Penn Station. Am 1. Juli 1918 wurde die Linie bis nach South Ferry erweitert. Ab 1. August 1918 zweigte im Bahnhof Chambers Street der Brooklyn-Ast (Brooklyn Branch) über Chambers Street, Wall Street und unter dem East River nach Brooklyn ab. Damit war der Ausbau der 1904 bis 1908 eröffneten ersten U-Bahn zum sogenannten H-System der Doppelverträge abgeschlossen.

### Vergangene Linienverläufe
Vor 1948 wurden die Linien der Interborough Rapid Transit Company (IRT) und der späteren IRT-Division nicht mit Liniennummern, sondern mit Namen unterschieden, die den Zuglauf in Manhattan beschreiben. Die Linie „Broadway–Seventh Avenue Local“ bediente im Tagesverlauf wechselnde Endpunkte im Netz der IRT.

Signet der Linie 1 von 1967 bis 1979

Das seit 1948 bei der IRT-Division verwendete Linienschema orientiert sich am nördlichen Streckenende. Seitdem wird die Endstation Van Cortlandt Park–242nd Street fest von der Linie 1 bedient. Um Wartezeiten an den Abzweigungen zu vermeiden, wechseln seit 1959 keine Züge mehr im Bereich der Bahnhöfe 96th Street und Chambers Street von den Local- auf die Express-Gleise oder umgekehrt. Alle Züge der Linie 1 bleiben auf den Local-Gleisen und nutzen den South-Ferry-Ast.

### U-Bahn-Linie 9 und Skip-Stop-Betrieb

Signet der Linie 9 von 1989 bis 2005

Am 21. August 1989 wurde die U-Bahn-Linie 9 eingeführt, um gemeinsam mit der Linie 1 auf dem Streckenabschnitt in Upper Manhattan und der Bronx einen Skip-stop-Betrieb zu fahren. Die Halte der Linie 9 unterschieden sich nur nördlich des U-Bahnhofs 137th Street–City College von denen der Linie 1, südlich davon verhielten sich beide Linien identisch.
Im Rahmen einer Angebotsausweitung hatte die New York City Transit Authority erwogen, das nördlich von 96th Street mittig angeordnete dritte Gleis für Expressfahrten zu nutzen, um während der Tageszeiten mit hohem Fahrgastaufkommen die Fahrzeiten von und zu den weiter entfernten Stationen zu verkürzen. Da das dritte Gleis nicht durchgängig vorhanden ist und zudem an fahrgastreichen Stationen keine Bahnsteige besitzt, entschied man sich stattdessen dafür, den Skip-stop-Betrieb einzuführen. Die von beiden Linien bedienten Stationen sollten alle 5 Minuten, die von einer Linie alle 10 Minuten bedient werden. Dafür wurden Zugfahrten nach Norden verlängert, die zuvor im Bahnhof 137 Street–City College mit der anschließenden Abstellanlage 137th Street Yard endeten.
Zunächst war geplant worden, schon ab dem Bahnhof 116th Street–Columbia University Halte auszulassen, wozu es aber durch Initiative der Anwohnerschaft in den Stadtvierteln Inwood und Washington Heights nicht kam.

#### Halte der Linien 1 und 9
Wurden seit 1989 viele Stationen wechselweise ausgelassen, kamen im Laufe der Jahre auf Wunsch der Fahrgäste mehr und mehr gemeinsame Halte der Linien 1 und 9 hinzu, so dass der Fahrzeitgewinn im Verhältnis zum Aufwand sank. Im Jahr 2005 wurde der Skip-stop-Betrieb beendet. Das Liniensignal 9 wird seitdem nicht mehr benutzt.
Im Sommer 1997 hielten die Linien wie im Auszug aus dem Linienband ersichtlich:
| U-Bahn-Kopfbahnhof Streckenanfang |  | Van Cortlandt Park – 242nd Street | Van Cortlandt Park – 242nd Street |
| U-Bahn-Haltepunkt / Haltestelle   |  | 238th Street                      | 238th Street                      |
| U-Bahn-Haltepunkt / Haltestelle   |  | 231st Street                      | 231st Street                      |
| U-Bahn-Haltepunkt / Haltestelle   |  | Marble Hill – 225th Street        | Marble Hill – 225th Street        |
| U-Bahn-Haltepunkt / Haltestelle   |  | 215th Street                      | 215th Street                      |
| U-Bahn-Haltepunkt / Haltestelle   |  | 207th Street                      | 207th Street                      |
| U-Bahn-Haltepunkt / Haltestelle   |  | Dyckman Street                    | Dyckman Street                    |
| U-Bahn-Haltepunkt / Haltestelle   |  | 191st Street                      | 191st Street                      |
| U-Bahn-Haltepunkt / Haltestelle   |  | 181st Street                      | 181st Street                      |
| U-Bahn-Haltepunkt / Haltestelle   |  | 168th Street                      | 168th Street                      |
| U-Bahn-Haltepunkt / Haltestelle   |  | 157th Street                      | 157th Street                      |
| U-Bahn-Haltepunkt / Haltestelle   |  | 145th Street                      | 145th Street                      |
| U-Bahn-Haltepunkt / Haltestelle   |  | 137th Street                      | 137th Street                      |
|                                   |  | ↓ mit gemeinsamen Halten weiter   |                                   |

### Linie 1 nach 2001
Die Terroranschläge am 11. September 2001 zerstörten den Bahnhof Cortlandt Street–World Trade Center und einen angrenzenden Tunnelabschnitt. Die Linie 1 wurde über die Brooklyn-Zweigstrecke zum Endpunkt New Lots Avenue in Brooklyn umgeleitet, der Verkehr der Linie 9 ausgesetzt. Binnen eines Jahres wurden die Trümmer abgetragen und an gleicher Stelle ein neuer Tunnelabschnitt mit dem Rohbau einer neuen Station errichtet, der dann 2018 als der neue U-Bahnhof WTC Cortlandt eröffnet wurde. Dies war der erste Abriss eines ehemaligen Tunnelbahnhofs der New Yorker U-Bahn. Ab dem 15. September 2002 fuhren die Linien 1 und 9 wieder nach South Ferry.
Am 16. März 2009 wurde als South Ferry eine neue, barrierefrei zugängliche Endstation eröffnet und die bisherige Station aufgegeben. Als Hurrikan Sandy im November 2012 auch in New York tobte, wurde die neue Haltestelle überflutet und beschädigt. Deshalb wurde am 4. April 2013 vorübergehend die alte Station wieder in Betrieb genommen. Dabei konnten aufgrund der nach wie vor nicht ausreichenden Bahnsteiglänge in der als Wendeschleife konstruierten Station nur die ersten fünf Wagen eines Zuges am Bahnsteig halten, worauf entlang der gesamten Linie und in den Wagen mit Aushängen sowie im Bahnhof Rector Street mit Durchsagen hingewiesen wurde. Die neue Station South Ferry wurde am 27. Juni 2017 wiedereröffnet.

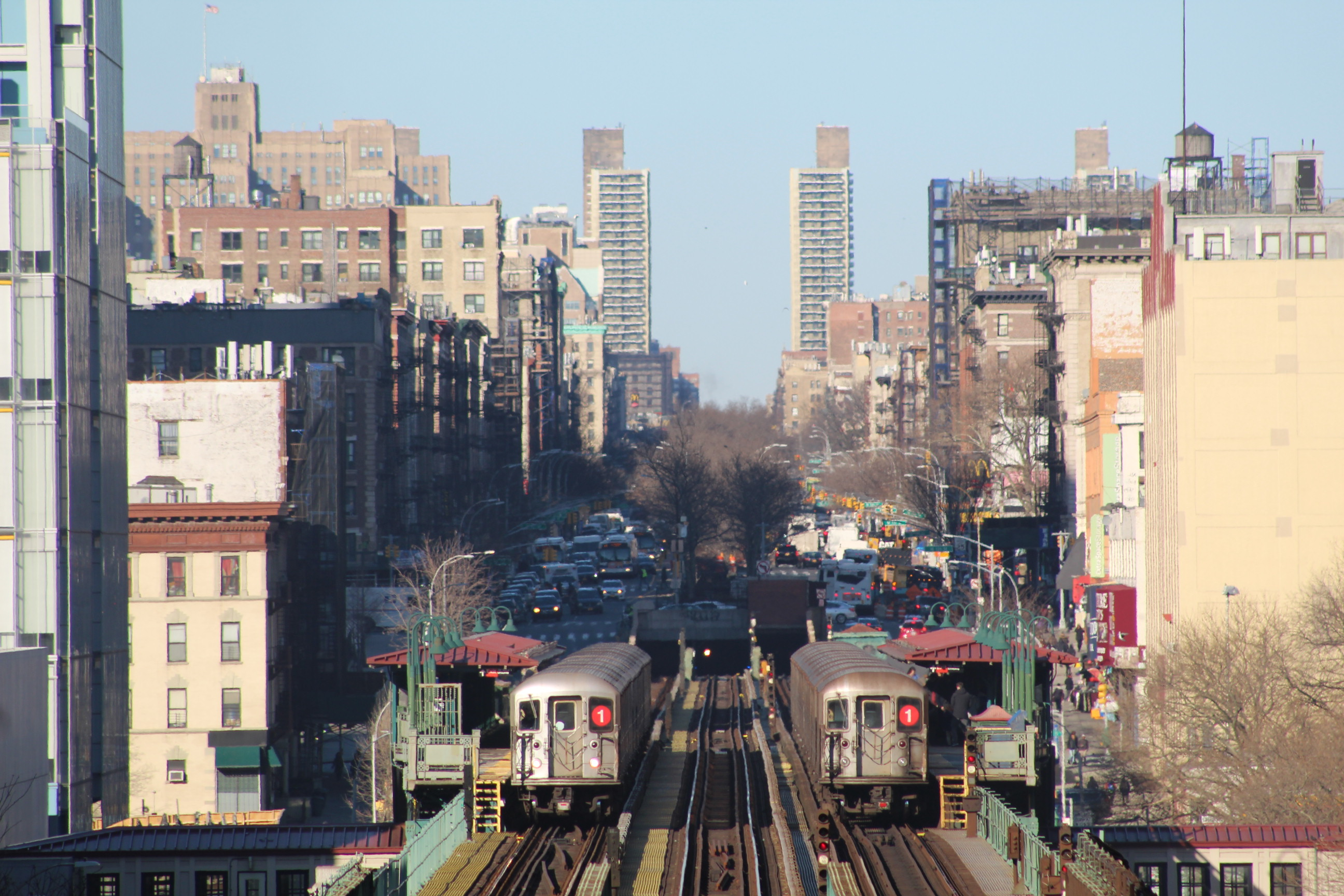
Züge im Bahnhof 125th Street, Blick entlang des Broadway nach Norden im Jahr 2020
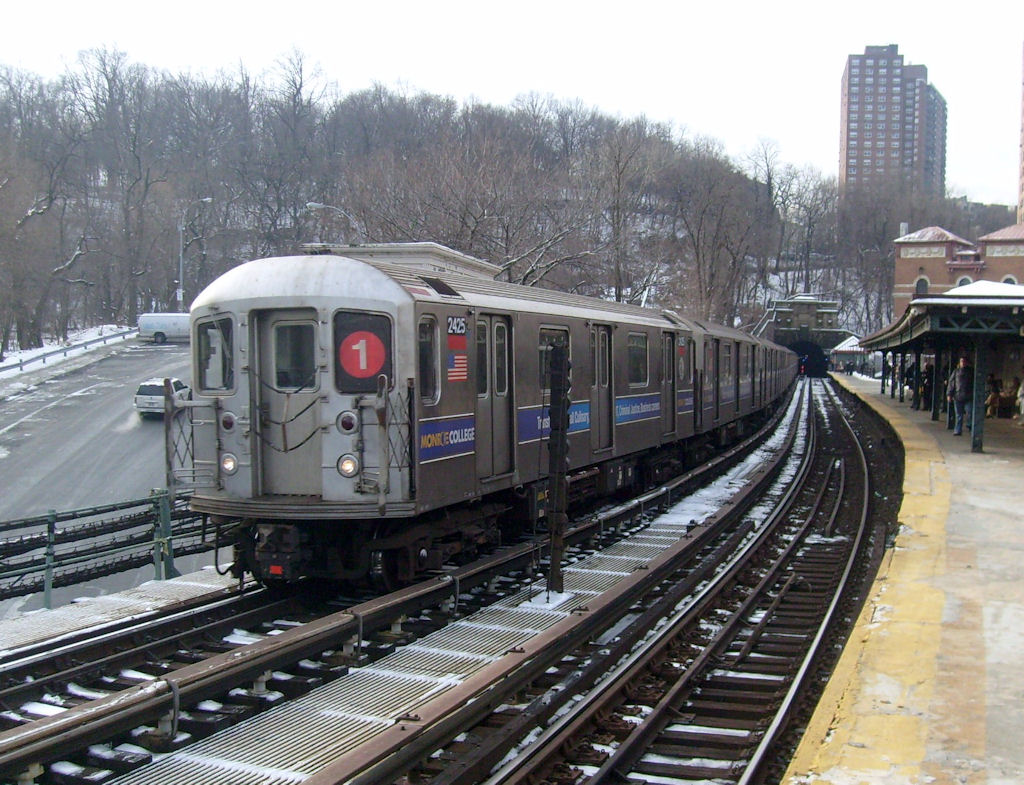
Linie 1 am Bahnhof Dyckman Street im Jahr 2009
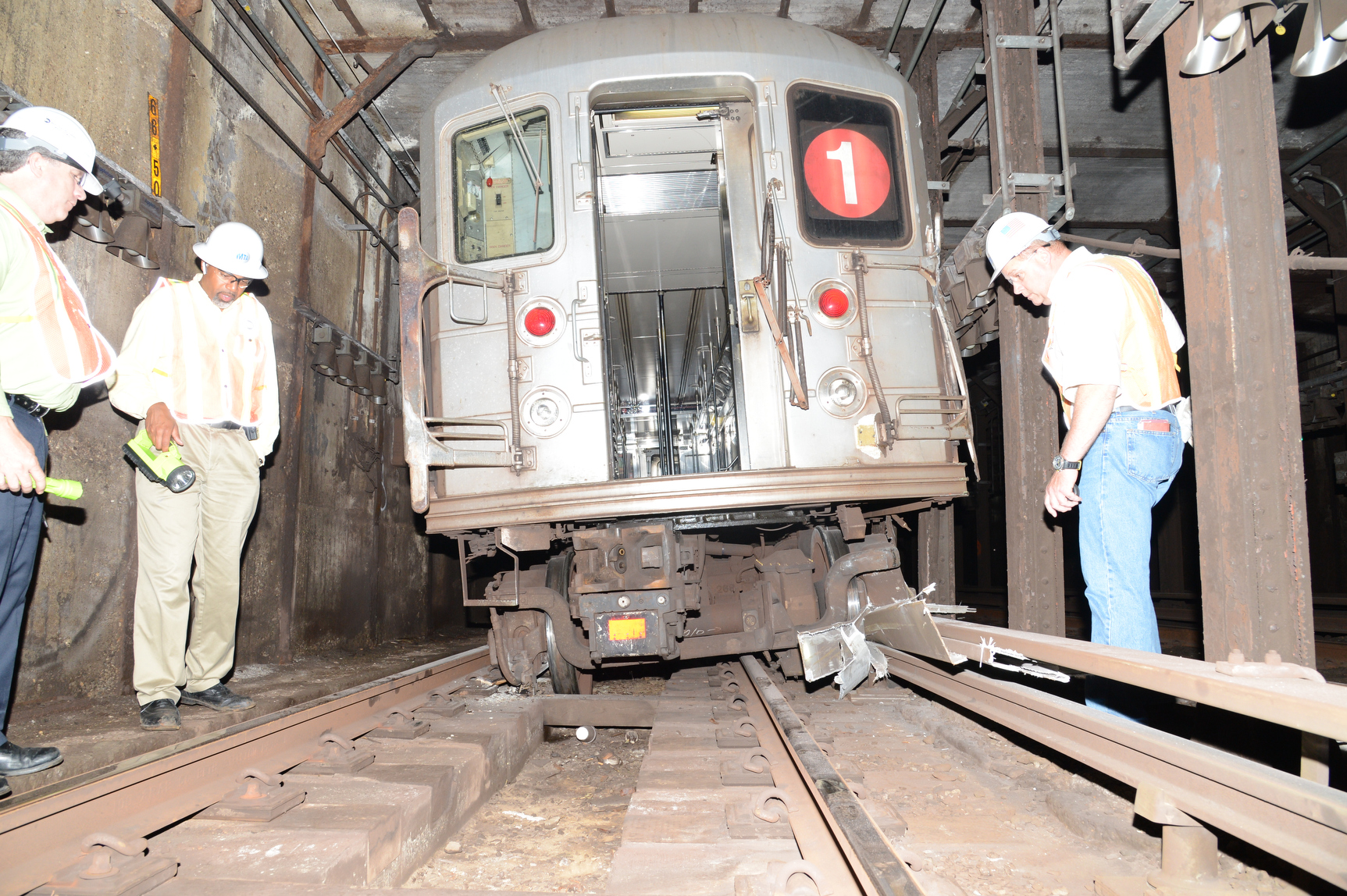
Zug ohne große Schäden entgleist im Jahr 2013
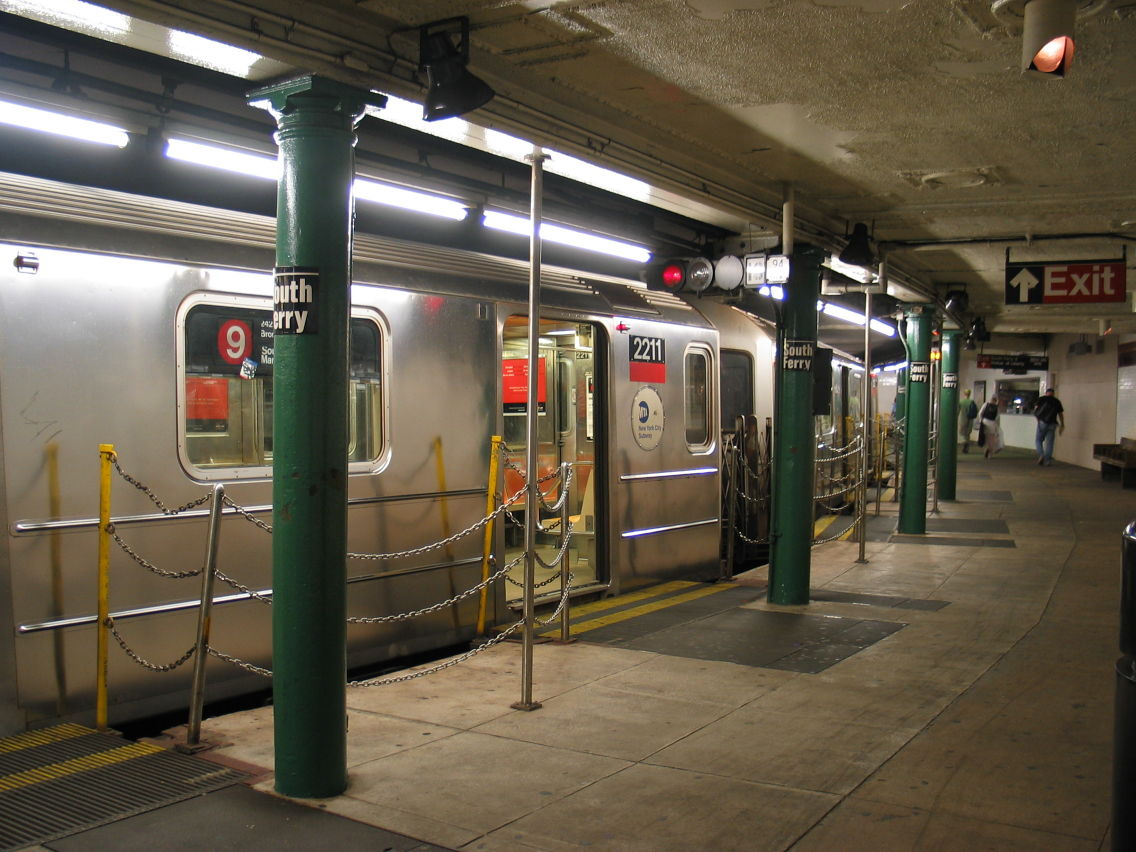
Alter Schleifenbahnsteig South Ferry im Jahr 2004 mit Zug der Linie 9

Züge der Linie 1 fahren im morgendlichen und abendlichen Berufsverkehr durchschnittlich im Abstand von 4 Minuten, vereinzelt bis zu 2 Minuten, zu den übrigen Zeiten durchschnittlich alle 6 Minuten, zu Tagesrandzeiten alle 10 und spät nachts alle 20 Minuten (Fahrplan Stand 2021).

## Weiterführende Informationen